# Parler (Familie)

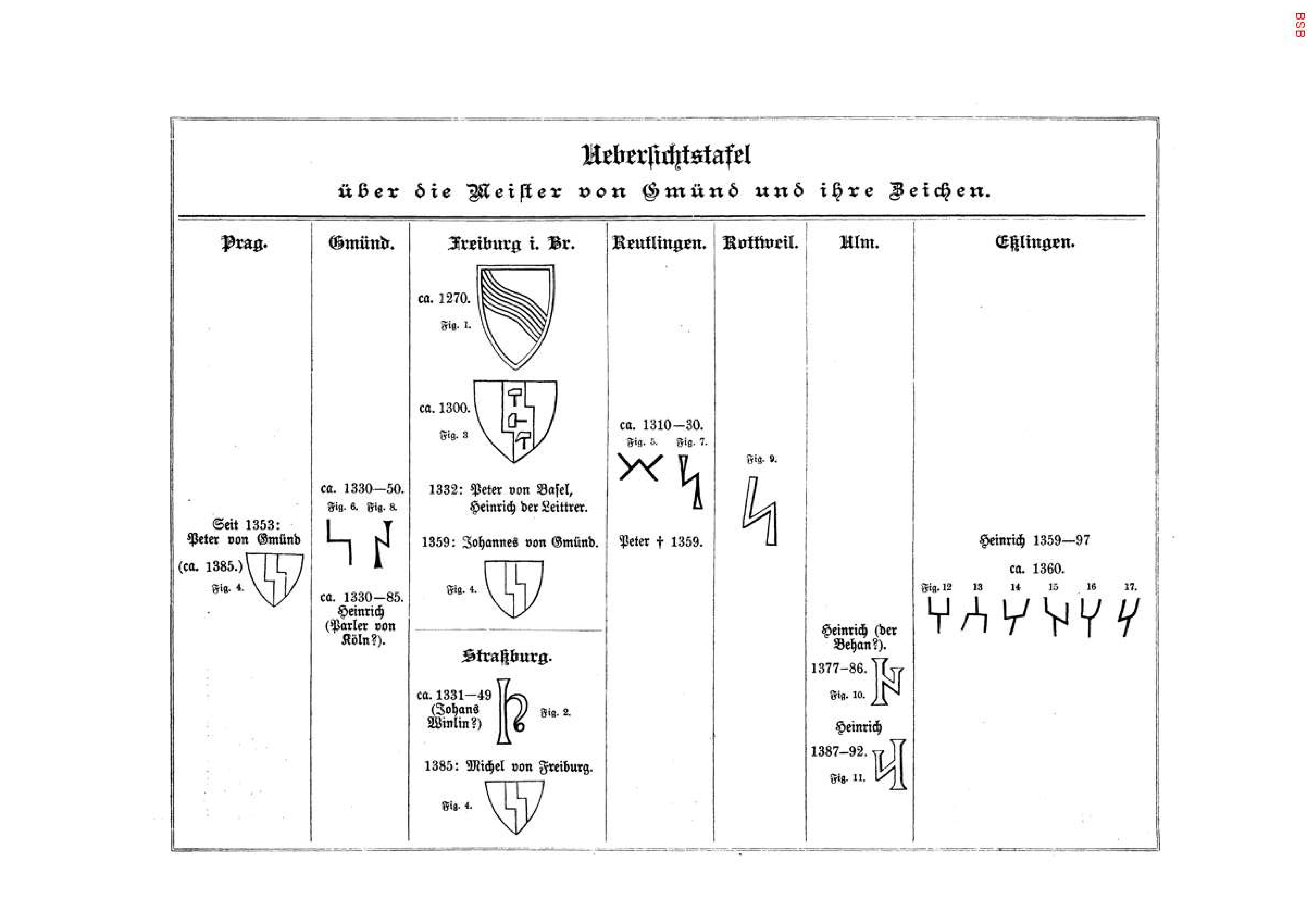
Steinmetzzeichen der Parler mit Winkelhaken

Die Parler waren eine aus Schwäbisch Gmünd stammende Familie von Steinmetzen, Bildhauern und Baumeistern, die im 14. Jahrhundert bedeutende Werke gotischer Kunst und Architektur in ganz Europa erschufen oder mitgestalteten, darunter die ersten Bildnisbüsten der Neuzeit, das Heilig-Kreuz-Münster von Schwäbisch Gmünd, Veitsdom und Karlsbrücke in Prag, St. Sebaldus in Nürnberg, den Dom der heiligen Barbara in Kutná Hora, das Rathaus in Krakau, die Münster von Ulm, Freiburg und Basel.
Der erste bekannte Parler ist der möglicherweise aus Köln stammende Heinrich Parler der Ältere oder auch Heinrich von Gmünd d. Ä. (um 1300–1387), der als erster Baumeister des Ulmer Münsters gilt und auch das Heilig-Kreuz-Münster in Schwäbisch Gmünd gebaut hat. Die bedeutendsten Vertreter sind seine vermutlichen Söhne  Johann von Gmünd, Michael Parler und Peter Parler und Peter Parlers Söhne Johann Parler der Jüngere und Wenzel Parler.
Historisch gesichert ist der Name Parler lediglich bei Peter Parler, dennoch ist dieser Name für diese Familie weit verbreitet. Der Name leitet sich aus der Berufsbezeichnung Parlier ab. Ein „parlerius“ oder „parlerus“, später Parlier, bezeichnete einen Vorarbeiter des Bauhandwerks, den „Sprecher“ der Bauhütte, was sich bis heute in dem Wort Polier erhalten hat.